# Bahraini Premier League (2019/2020)
Bahraini Premier League 2019/2020 – 63. edycja najwyższej klasy rozgrywkowej w Bahrajnie. Tytułu broni klub Riffa SC.

## Drużyny
| Uczestnicy poprzedniej edycji | Uczestnicy poprzedniej edycji | Uczestnicy poprzedniej edycji | Uczestnicy poprzedniej edycji |
| --- | ----------------------------- | ----------------------------- | ----------------------------- |
| RIF | Al-Riffa                      | Ar-Rifa                       | 1                             |
| MAN | Manama                        | Manama                        | 2                             |
| MUH | Al-Muharraq                   | Al-Muharrak                   | 3                             |
| HID | Al-Hidd                       | Al-Muharrak                   | 4                             |
| NAJ | Al-Najma                      | Manama                        | 5                             |
| EAS | East Riffa                    | Ar-Rifa                       | 6                             |
| SHA | Al-Shabab                     | Dżidd Hafs                    | 7                             |
| HAL | Al Hala                       | Al-Muharrak                   | 8                             |
| Awans z Bahraini Second Division |                               |                               |                               |
| AHL | Al-Ahli                       | Manama                        | 1                             |
| BUS | Busaiteen                     | Busaiteen                     | 2                             |
| Oznaczenia: - kolumna pierwsza – skróty nazw drużyn, - kolumna trzecia – siedziba klubu, - kolumna czwarta – miejsce zajęte w poprzednim sezonie. |                               |                               |                               |

## Tabela
| Lp. | Drużyna     | M  | Z  | R | P  | Bramki | Bramki | Różn. | Pkt | Uwagi                                         |
| --- | ----------- | -- | -- | - | -- | ------ | ------ | ----- | --- | --------------------------------------------- |
| 1   | Al-Hidd     | 14 | 10 | 2 | 2  | 23     | 10     | +13   | 32  | Liga Mistrzów AFC • Runda wstępna             |
| 2   | Al-Muharraq | 13 | 9  | 3 | 1  | 25     | 12     | +13   | 30  | Puchar AFC • Faza grupowa                     |
| 3   | Al-Riffa    | 14 | 9  | 1 | 4  | 40     | 23     | +17   | 28  |                                               |
| 4   | Al-Najma    | 13 | 6  | 3 | 4  | 22     | 17     | +5    | 21  |                                               |
| 5   | East Riffa  | 14 | 6  | 3 | 5  | 16     | 16     | 0     | 21  |                                               |
| 6   | Manama      | 13 | 3  | 7 | 3  | 14     | 16     | −2    | 16  |                                               |
| 7   | Al-Ahli     | 13 | 4  | 2 | 7  | 17     | 16     | +1    | 14  |                                               |
| 8   | Al-Shabab   | 14 | 3  | 1 | 10 | 12     | 33     | −21   | 10  | Baraże o utrzymanie w Bahraini Premier League |
| 9   | Busaiteen   | 14 | 2  | 3 | 9  | 15     | 28     | −13   | 9   | Spadek do Bahraini Second Division            |
| 10  | Al Hala     | 14 | 2  | 3 | 9  | 12     | 25     | −13   | 9   | Spadek do Bahraini Second Division            |

## Wyniki
| Gospodarz \ Gość | AHL | HAL | HID | MUH | NAJ | RIF | SHA | BUS | EAS | MAN |
| Al-Ahli          |     | 3:0 | 0:1 | 0:1 | 2:2 | 1:3 |     | 1:2 |     | 0:0 |
| Al Hala          | 1:2 |     | 0:1 |     |     | 2:3 | 5:0 | 2:1 | 0:2 | 0:0 |
| Al-Hidd          | 1:0 |     |     | 4:1 | 1:1 |     | 2:1 |     | 1:0 |     |
| Al-Muharraq      | 1:0 | 2:0 | 1:1 |     |     | 1:1 | 5:3 | 2:1 |     | 4:0 |
| Al-Najma         |     | 4:1 | 1:0 | 1:4 |     | 4:2 | 4:1 | 2:1 |     | 1:1 |
| Al-Riffa         | 3:1 | 5:0 | 1:2 |     |     |     | 3:1 | 5:1 | 3:1 | 3:1 |
| Al-Shabab        | 0:4 |     | 0:2 | 0:1 | 1:0 | 1:3 |     |     | 1:3 |     |
| Busaiteen        |     | 0:0 | 0:3 | 1:2 | 0:2 | 3:2 | 1:2 |     | 2:2 | 1:1 |
| East Riffa       | 1:3 | 1:0 | 0:3 | 0:0 | 2:0 |     | 0:1 | 2:1 |     | 2:1 |
| Manama           |     | 1:1 | 4:1 |     | 1:0 | 4:3 | 0:0 |     | 0:0 |     |

Aktualne na 22 sierpnia 2020. Źródło: 
Objaśnienia:
1Drużyna gospodarzy jest wymieniona po lewej stronie tabeli.
Kolory: zielony – zwycięstwo gospodarzy, żółty – remis, różowy – zwycięstwo gości.

## Statystyki

### Najlepsi strzelcy
| Miejsce | Zawodnik            | Drużyna     | Bramki |
| ------- | ------------------- | ----------- | ------ |
| 1.      | Kamil Al-Aswad      | Al-Riffa    | 9      |
| 2.      | Ernest Anang        | Al-Ahli     | 7      |
| 3.      | Abdullah Al Hashash | Busaiteen   | 6      |
| 3.      | Mouhamadou Dramé    | Al-Hidd     | 6      |
| 3.      | Ali Madan           | Al-Najma    | 6      |
| 3.      | Everton Nascimento  | Al-Muharraq | 6      |
| 3.      | Sayed Hashim Isa    | Al-Riffa    | 6      |
| 8.      | Mohmmed Abdalwahab  | Al-Hidd     | 5      |
| 8.      | Mahdi Al-Humaidan   | Al-Ahli     | 5      |
| 8.      | Luiz Fernando       | East Riffa  | 5      |
| 8.      | Thiago Fernandes    | Al-Muharraq | 5      |
| 8.      | Ali Haram           | Al-Riffa    | 5      |